# 顾大川
顾大川（1909年—1979年10月26日），河北省完县人。中华人民共和国政治人物。
早年担任太岳区地委书记、太岳军区副政委、政委。中华人民共和国成立后，担任中共北京市委秘书长，后升任农业部副部长。文化大革命期间受到迫害致死。